# Aldania imitans
Aldania imitans är en fjärilsart som beskrevs av Charles Oberthür 1897. Aldania imitans ingår i släktet Aldania och familjen praktfjärilar. Inga underarter finns listade i Catalogue of Life.